# Sydeuropa

Sydeuropa.

Sydeuropa är den del av Europa som anses ligga söder om Centraleuropa. Vilka länder som räknas till kan variera. I vissa fall menas ofta länder som ligger runt Medelhavet. Vanligen räknas dock följande länder in:
- Portugal
- Spanien
- Italien
- San Marino
- Vatikanstaten
- Malta
- Andorra
- Slovenien (ej norra delen)
- Kroatien (ej norra delen)
- Serbien (ej norra delen)
- Montenegro
- Bosnien och Hercegovina
- Kosovo
- Nordmakedonien
- Albanien
- Grekland
- Bulgarien

Även området  Gibraltar ligger i Sydeuropa, samt europeiska mikrodelen av västra  Turkiet.
I vissa situationer kan även följande räknas in:
- Monaco
- Rumänien
- Södra Frankrike
- Cypern